# Bărăgan
Il Bărăgan è una piana del sud-est della Romania, parte della piana alluvionale del basso Danubio, della steppa pontico-caspica e dei campi selvaggi.

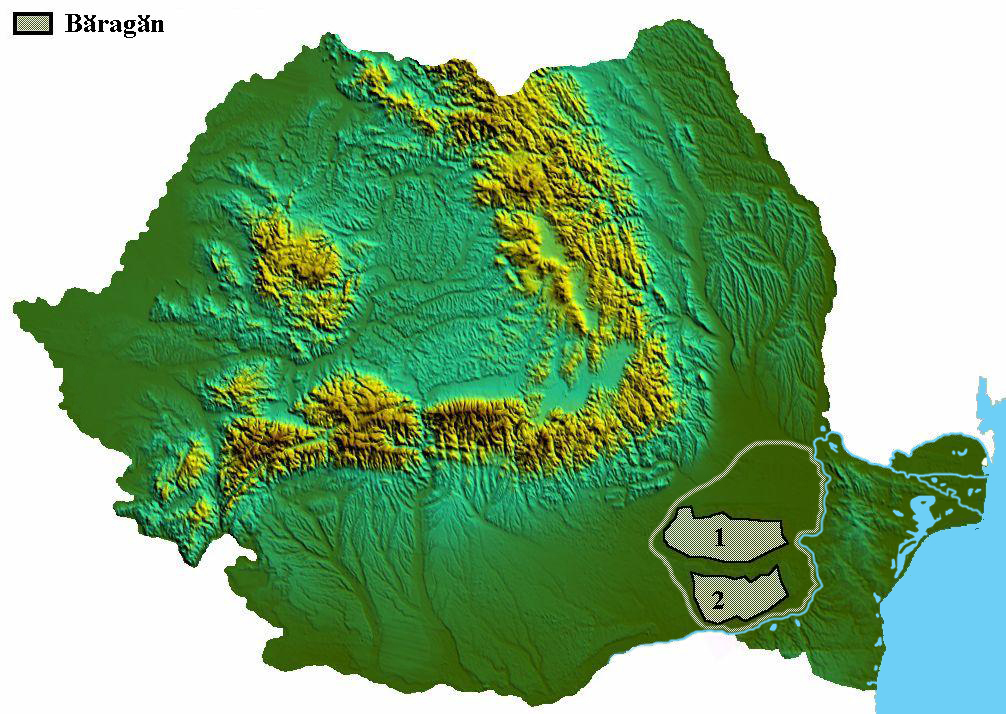
La piana del Bărăgan (in grisé, i principali deposito eolici di lœss).

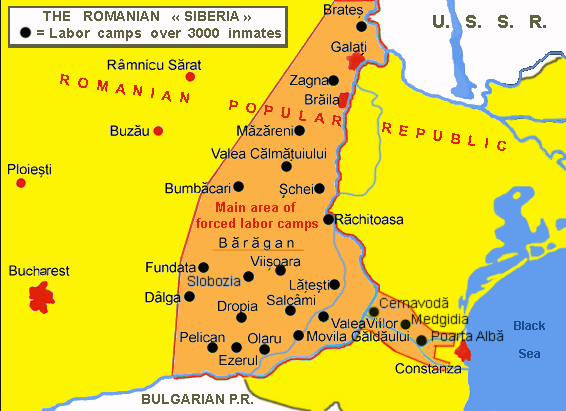
Il Bărăgan come Siberia rumena tra il 1948 e il 1989 secondo Victor Frunză.

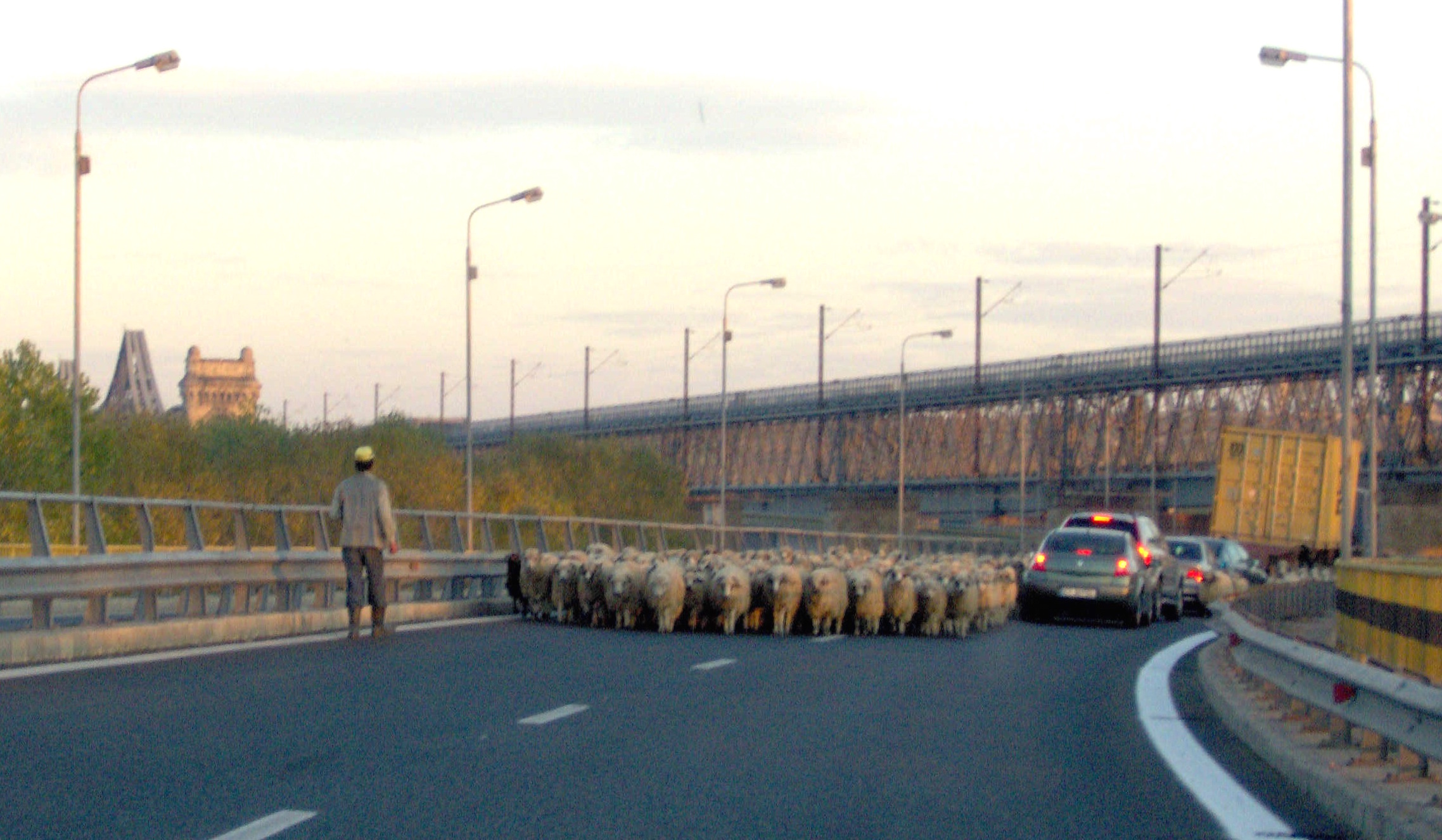
Nel Bărăgan, la pastorizia tradizionale non cede facilmente il posto alla circolazione automobilistica (qui a Fetești nel 2006).

## Geografia
La piana del Bărăgan si estende da una parte e dall'altra del fiume Ialomița, affluente del Danubio, sulle Județ di Călărași, di Ialomița e di Brăila. I suoli superficiali sono costituiti da spessi strati di löss risalenti al Pleistocene, solcati dagli affluenti del Danubio che vi hanno approfondito e allargato i loro letti durante lo scioglimento dei ghiacci post-glaciazione di Würm, scavando fino ai sedimenti alternati fluviali, lacustri, lagunari e marini depositati dall'oligocene al pliocene, situati al di sotto.

## Fauna e flora
Si tratta dell'estremità occidentale della steppa pontica, habitat privilegiato delle otarde, uccelli minacciati di estinzione. Vi si coltivano anche molti cereali, ciò che ha conferito a questa regione il soprannome di "granaio della Romania".

## Clima
Le estati sono molto calde e secche, vi si rilevano le temperature più elevate della Romania (fino a 44,5 °C). In inverno, vi fa molto freddo. Vi si teme il crivăț, vento freddo continentale che soffia da est e provoca tempeste di neve e lunghi periodi di gelo.

## Storia
Granaio dei Daci nell'antichità, il Bărăgan ha servito di base ai Visigoti nel III secolo d. C., divenendo per mille anni un corridoio di passaggio verso i Balcani o verso il medio-Danubio per diversi popoli migratori: Unni, Avari, Slavi, Bulgari, Cazari, Onoguri, Alani, Magiari, Peceneghi, Cumani e Tatari, la cui successione trasformò questa ricca piana in gerbido.

### Popolazione sedentaria
Non è che nel XIII secolo che una popolazione sedentaria, i Rumeni, comparve lungo i corsi d'acqua del Bărăgan, provenienti dalla zona ai piedi dei Carpazi, per dedicarsi all'agricoltura e all'allevamento, soprattutto di ovini, sotto la protezione dei Cumani, del Re dei Bulgari e dei Valacchi, poi del Principato di Valacchia. Ma il popolamento rimase sparso fino al XIX secolo a causa delle frequenti incursioni degli akinci ottomani e di una idrologia contrastata (alternanza di siccità e inondazioni).

### Luogo di deportazione e di relegazione
Durante la prima guerra mondiale, l'esercito tedesco occupò la Romania e impiantò nel Bărăgan dei campi di prigionieri francesi (mentre che i prigionieri rumeni erano detenuti in Alsazia): le condizioni dei detenuti erano ivi molto dure e vi furono delle rivolte.
Le dittature degli anni 1940 e 1950 eressero anche dei campi di lavoro forzato del Bărăgan, ove furono deportati e detenuti gli oppositori dei regimi prima fascisti, poi comunisti, che vi intrapresero grandi lavori (canali per la navigazione, dighe, ecc.) utilizzando la mano d'opera detenuta. Una parte degli intellettuali romeni di prima della guerra sono anch'essi periti nel Bărăgan, ma anche, tra il 1940 e il 1944, dei partigiani catturati e degli Ebrei, poi dal 1945 al 1989 dei resistenti contro il totalitarismo comunista, dei Lipovani, dei contadini contrari alla collettivizzazione o degli operai scioperanti.

### Sviluppo agro-alimentare
Attualmente, un'autostrada che collega Bucarest a Constanța attraversa il Bărăgan, ed è in progetto una ferrovia rapida; imprese agro-alimentari europee e cinesi vi hanno acquistato vasti territori per praticarvi un'agricoltura intensiva e senza restrizioni concernenti l'uso del glifosato o degli OGM.

## Letteratura e cinema
Lo scrittore Panaït Istrati pubblicò nel 1928 un romanzo intitolato I cardi del Baragan (Ciulinii Bărăganului) che tratta della povertà, delle speranze e dell'esodo rurale (seguendo i cardi secchi portati dal vento) degli abitanti all'inizio del XX secolo. Sotto il medesimo titolo: I cardi del Baragan, il romanzo è diventato un film franco-rumeno conforme alla propaganda comunista, realizzato da Louis Daquin e Gheorghe Vitanidis nel 1958 e che ebbe un certo successo in Francia, quand'anche il Bărăgan sia stato il principale luogo di deportazione di prigionieri politici della dittatura comunista romena, con un'elevata mortalità a causa delle condizioni di detenzione e del clima.